# 人間!これでいいのだ
『人間! これでいいのだ』（にんげん!これでいいのだ）は、2006年8月19日 - 2007年2月24日にTBS系列（テレビ山口を除く）で土曜 19:00 - 19:56（JST）に放送されていた生活情報番組である。前番組の『ぴーかんバディ!』の企画・内容を大幅リニューアルする形でスタートした。

## 概要
前身は2005年7月に日本テレビを退社してフリーアナウンサーに転身した福澤朗が、フリーになって初のレギュラー番組として2006年4月に鳴り物入りでスタートした『ぴーかんバディ!』。しかし、2006年5月6日放送分で、白インゲン豆を使ったダイエット法を紹介したところ、全国の視聴者から下痢や嘔吐を訴える騒動が起こった（白いんげん豆食中毒事件）。また、視聴率も低迷していることから、TBSは『ぴーかんバディ!』を8月12日に終了し、翌週の8月19日から番組タイトル・企画内容を大幅にリニューアルして、番組タイトルを『人間!これでいいのだ』に改めることになった。
番組内容は『ぴーかんバディ!』の時とは違って、健康美容に限らず心理・脳・性格など人間の心と体を、科学の側面から取り上げる。かつて人気のあった同局の『スパスパ人間学!』にかなり近い番組のつくりとなっている。
しかし視聴率に改善が見られないのと、論文無断使用問題（下記参照）等の影響で2007年2月24日放送分で終了。スポーツ新聞等では打ち切りと報じたが、TBSは「この問題が直接の原因ではない」と説明している（2007年1月末発売の月刊テレビ誌では終マークが付けられていた）。
番組は『ぴーかん - 』から引き続き福澤朗が司会を務めるが、番組の案内役として、赤塚不二夫の漫画『天才バカボン』のキャラクター・バカボンのパパを起用する。声は2代目の富田耕生が担当した。番組タイトルもバカボンのパパの決め台詞"これでいいのだ"を採用した。
番組はフジオ・プロも制作に賛同し、番組用にイラストを新たに製作した。またOPテーマは、1971年放送の『天才バカボン』の主題歌「天才バカボン」（作詞：東京ムービー企画部、作曲：渡辺岳夫）を流用した。

## 論文無断使用問題
TBSは2007年2月7日、同月3日放送の同番組内で、論文を無断使用したことを謝罪するとともに、表現に行き過ぎた点があったとする発表を行った。
番組では、千葉工業大学情報科学部教授（当時）らによる「可聴域を超えた高周波音が脳に与える影響」という学術論文を紹介した。そして、この論文を根拠に高周波音（番組内では「ハイパーソニック音」と表現）を聞くと頭がよくなるなどと表現したが、論文の研究者には記憶力向上とは結びつけることまでは断言できないとして取材を断られていた。論文の版権を所有している米国の出版社の許可に基づき使用したという。
また同日放送の中で、学習塾で風鈴の音を聞きながら学習する様子を紹介したが、風鈴は取材先との話し合いの上でスタッフが持ち込んだものであった。
TBSは不適切な表現について謝罪したが、データの改ざん等はなく、「捏造」や「やらせ」であることは否定している。関西テレビ『発掘!あるある大事典II』での捏造が発覚した直後の放送だった。
翌週2月10日の放送で、夜7時50分頃のエンドロールの前に川田アナからお詫びと訂正が行われた。

## 出演者

### 司会
- 福澤朗

### アシスタント
- 川田亜子（TBSアナウンサー）

### レギュラー
- 飯島愛
- 梨花
- 押切もえ
- インパルス（板倉俊之・堤下敦）

### バカボンパパの声
- 富田耕生

### ナレーション
- 真地勇志
- 冨永み〜な

## スタッフ
- 構成 : KIKO、田中伊知郎、やすけいいち
- オープニングアニメーション製作 : スタジオぴえろ
- キャラクター制作 : フジオ・プロダクション
- 演出 : 増山賢
- 総合演出 : 荒牧克久
- プロデューサー : 遠藤千鶴子、小野由紀子
- 制作プロデューサー : 大木一史
- 制作 : TBSテレビ（制作局制作二部）